# 순천 향림사 삼층석탑
순천 향림사 삼층석탑(順天 香林寺 三層石塔)은 대한민국 전라남도 순천시 석현동 향림사 대웅전 앞마당에 동서로 나란히 서 있는 2기의 삼층석탑이다. 1985년 2월 25일 전라남도의 유형문화재 제116호로 지정되었다.

## 개요
탑은 대웅전 앞에 2기가 동서로 마주하여 서 있는데, 그 크기와 형식, 제작 기법이 같다. 단층으로 된 기단과 삼층의 탑신부, 상륜부로 구성된 일반적인 형식의 석탑이다. 기단의 각 면에는 3개의 기둥이 돋을새김 되었고 갑석 밑면에는 한단의 받침을 두었다. 갑석 윗변에는 3단의 괴임을 두어 탑 몸부분을 받치고 있는데 각층의 몸돌 좌우 모서리에 기둥을 돋을새김하였다. 지붕돌 밑면에는 3단의 받침이 새겨져 있으며, 윗면에는 1단의 괴임을 두어 윗층의 몸돌을 받치고 있다. 탑 머리 부분에는 노반과 보주가 있다. 두 탑의 조성시기는 고려후기로 추정된다.

## 같이 보기
- 향림사 - 전라남도 문화재자료 제3호
- 삼층석탑

## 참고 자료
- 향림사삼층석탑 - 국가유산청 국가유산포털